# Teshima
Teshima (豊島) est une île de la mer intérieure de Seto au Japon. Elle s'étend sur 14,5 km2

## Géographie
L'île de Teshima se situe entre les îles de Naoshima et Shōdoshima et fait partie de la préfecture de Kagawa. D'une superficie de 14,5 km2, sa population s'élève à environ un millier d'habitants.

## Histoire

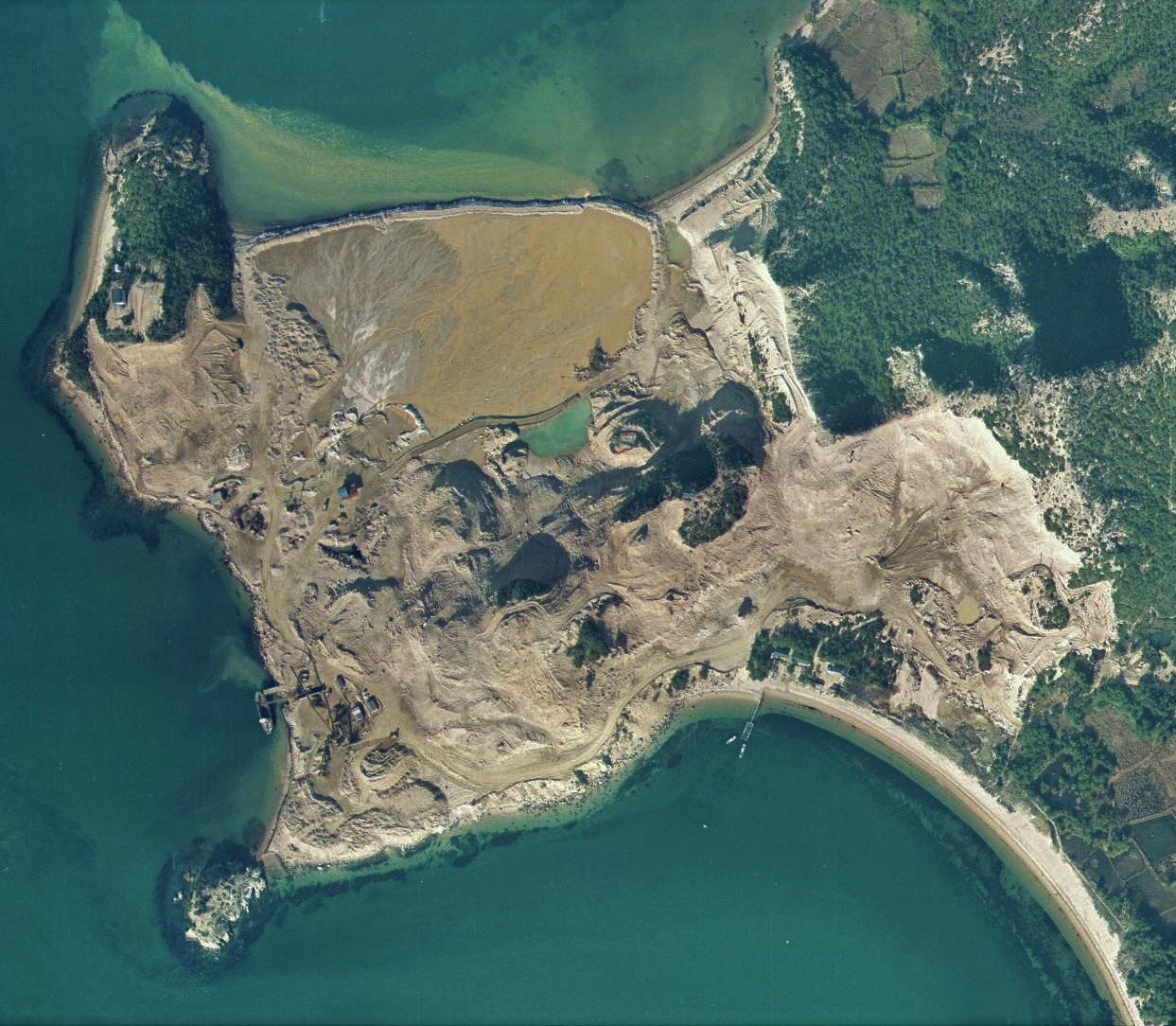
Site des dépôts toxiques sur Teshima en 1974.

600.000 tonnes de déchets industriels toxiques ont été illégalement déposés sur l’île. En 2000, après une série de procès, sous le contrôle des autorités préfectorales, on a commencé à traiter les déchets et à les transporter vers Naoshima,. En 2019, il est estimé que 913.000 tonnes de sol contaminé ont été retirées. En 2022, d’après les autorités du département de Kagawa, la nappe phréatique n'est plus contaminée et les plaques d'acier installées au début des travaux pour empêcher les eaux de se déverser dans la mer commencent à être retirées.

## Culture
Depuis 2010, l'île abrite le musée d'art de Teshima, bâtiment en forme de goutte créé par l'architecte Ryūe Nishizawa. Le musée n'abrite qu'une œuvre unique de l'artiste japonaise Rei Naito : Matrix.
Teshima est aussi l'une des douze îles où se déroule la triennale de Setouchi, festival international d'art moderne.

### Autres projets
- Teshima sur Commons